# Liam de Young
Liam Andrew De Young (ur. 10 grudnia 1981 w Brisbane) – australijski hokeista na trawie, dwukrotny medalista olimpijski.
Występuje w obronie. W reprezentacji Australii debiutował w 2001. Brał udział w dwóch igrzyskach (IO 04, IO 08), na obu zdobywał medale: złoto w 2004 i brąz cztery lata później. Z kadrą brał udział m.in. w mistrzostwach świata w 2006 (drugie miejsce) oraz 2010 (pierwsze miejsce), Commonwealth Games w 2002 i 2006 (pierwsze miejsce) oraz kilku turniejach Champions Trophy (zwycięstwo w 2005 i 2008). W australijskich rozgrywkach klubowych grał m.in. w OAMPS Queensland Blades.